# إرنستو غارزون فالدرس
إرنستو غارزون فالدرس (بالإسبانية: Ernesto Garzón Valdés)‏ (مواليد 17 فبراير 1927، في قرطبة الأرجنتين) هو فيلسوف في القانون وعالم سياسة وأستاذ جامعي، يحمل الجنسيتان الألمانية والأرجنتينية.

## حياته
درس الفقه القانوني والفلسفة والعلوم السياسية وعلم الاجتماع في قرطبة ومدريد وميونخ وبون وكولونيا. عمل أستاذًا في جامعتي قرطبة ولا بلاتا حتى عام 1974، وكان عضوًا في البعثة الدبلوماسية الأرجنتينية في ألمانيا (رئيس الملحقية الثقافية)، وفي عام 1974 أُلغي ابتعاثه الدبلوماسي من القنصلية الأرجنتينية في بون، بعدها أصبح ملاحقا سياسيا من حكومة إيزابيل بيرون، مع ضياع مكانته الدبلوماسية والأكاديمية، ولم يرجع للعمل في السلك الدبلوماسي حتى عهد الرئيس راؤول ألفنسون، خلال ثمانينيات القرن العشرين.
رُغم ذلك آثر أن يبقى محاضرًا جامعيًا في جامعة ماينز، وحاضر كذلك ضيفًا على الكثير من الجامعات خارج ألمانيا (في فنلندا وإيطاليا وإسبانيا والأرجنتين وشيلي والمكسيك والبيرو).